# Ito Yukitoshi
Ito Yukitoshi (伊東 幸敏 Itō Yukitoshi, sinh ngày 3 tháng 9 năm 1993) là một hậu vệ bóng đá người Nhật Bản hiện tại thi đấu cho Kashima Antlers ở J. League Division 1.

## Thống kê câu lạc bộ
Cập nhật đến ngày 23 tháng 2 năm 2016.
| Thành tích câu lạc bộ | Thành tích câu lạc bộ | Thành tích câu lạc bộ | Giải vô địch | Giải vô địch | Cúp                   | Cúp                   | Cúp Liên đoàn | Cúp Liên đoàn | Tổng cộng | Tổng cộng |
| Mùa giải              | Câu lạc bộ            | Giải vô địch          | Số trận      | Bàn thắng    | Số trận               | Bàn thắng             | Số trận       | Bàn thắng     | Số trận   | Bàn thắng |
| Nhật Bản              | Nhật Bản              | Nhật Bản              | Giải vô địch | Giải vô địch | Cúp Hoàng đế Nhật Bản | Cúp Hoàng đế Nhật Bản | J. League Cup | J. League Cup | Tổng cộng | Tổng cộng |
| --------------------- | --------------------- | --------------------- | ------------ | ------------ | --------------------- | --------------------- | ------------- | ------------- | --------- | --------- |
| 2012                  | Kashima Antlers       | J1 League             | 0            | 0            | 0                     | 0                     | 0             | 0             | 0         | 0         |
| 2013                  | Kashima Antlers       | J1 League             | 6            | 0            | 2                     | 1                     | 0             | 0             | 8         | 1         |
| 2014                  | Kashima Antlers       | J1 League             | 12           | 0            | 0                     | 0                     | 4             | 0             | 16        | 0         |
| 2015                  | Kashima Antlers       | J1 League             | 8            | 0            | 1                     | 0                     | 0             | 0             | 9         | 0         |
| Tổng                  | Tổng                  | Tổng                  | 26           | 0            | 3                     | 1                     | 4             | 0             | 33        | 1         |

## Danh hiệu
Kashima Antlers
- J. League Cup (2): 2012, 2015
- Giải bóng đá vô địch Suruga Bank (2): 2012, 2013